# Hey Mama (David-Guetta-Lied)
Hey Mama ist ein Lied des französischen DJs und Musikproduzenten David Guetta in Zusammenarbeit mit der Rapperin Nicki Minaj, der Sängerin Bebe Rexha und dem DJ Afrojack. Das Lied war die vierte Singleauskopplung aus Guettas Album Listen und wurde am 8. Dezember 2014 veröffentlicht.

## Hintergrund
Die beteiligten Künstler schrieben Hey Mama zusammen mit Ester Dean, Sean Douglas und Giorgio Tuinfort, letzterer produzierte den Song zusammen mit Guetta und Afrojack. Es war bereits nach Where Them Girls At und Turn Me On die dritte Zusammenarbeit zwischen Guetta und Minaj. Ursprüngliche wurde Rexhas Name nicht als Feature des Titels genannt. Begründet wurde dies damit, dass zu viele Namen im Titel ungünstig wären und man deshalb versuche, so wenig Features wie möglich zu nennen. Nach einem Gespräch mit Guetta wurde ihr Name ab Juni 2015 ebenfalls gelistet.
Zum ersten Mal wurde der Song bei den Billboard Music Awards 2015, gemeinsam mit Nicki Minajs Single The Night Is Still Young aufgeführt. David Guetta, Nicki Minaj und Bebe Rexha spielten Hey Mama wenig später bei der iHeart Radio Summer Pool Party.

## Komposition
Das Intro und der Refrain von Hey Mama beinhalten ein Sample von Alan Lomax Lied Rosie aus dem Jahr 1940. Der im Viervierteltakt und in e-Moll komponierte Song besitzt ein Tempo von 86 Schlägen pro Minute. Der Stimmumfang reicht von A3 bis E5. Das Lied ist in Strophe-Refrain-Form aufgebaut, wobei zwischen dritter Strophe und nachfolgendem Refrain eine Bridge eingeschoben ist. Die Strophen werden jeweils von Minaj gerappt, der Refrain von Rexha gesungen.

## Kritiken
Hey Mama erhielt gemischte Kritiken. Martin Tenschert von Laut.de bewertete das Lied durchschnittlich: „Andererseits locken Downtempo-Nummern wie "Hey Mama" mit Nicki Minaj auch erneut genrefremde Fans[…]. Missy Elliott-mäßig wird gerappt und geclappt, bis die Oma schreit. Final kommt noch ein Quetschsynth-Sound dazu und setzt der mäßig guten Sause den Grabstein auf“. Bianca Gracie von Idolator beschreibt den Song als „verrückten Electro-House/Trap Sound“ und lobt Minajs Rapeinlagen. Rexhas Gesangseinlagen werden von Richard Baxter gelobt. „Der wirkliche Star von Hey Mama ist Bebe Rexha und ihr einprägsamer Refrain. Ein Song kann sich nicht ohne eine solide Hookline oder einem soliden Refrain verkaufen, hier haben wir beides“. Negative Kritik erhielt Hey Mama für seinen „sexistischen“ Text.

## Musikvideo
Das Musikvideo zu Hey Mama wurde von Hannah Lux Davis gedreht und am 19. Mai 2015 veröffentlicht. Am Anfang des Videos läuft David Guetta mit einer Gruppe von Menschen durch die Wüste. Im weiteren Verlauf sieht man Nicki Minaj als Hologramm und die Menschen vom Anfang des Videos während des Refrains Tänze aufführen. Während Minajs Rappart sieht man, dass die Menschen verrückt werden und das Video endet mit David Guetta, der alleine in der Wüste steht. Bis zum Februar 2017 wurde das Video bei YouTube über 994 Millionen Mal aufgerufen.

## Kommerzieller Erfolg
Hey Mama erreichte weltweit hohe Chartplatzierungen. In den Billboard Hot 100 debütierte das Lied am 11. April 2015 auf Platz 70. Am 6. Juni 2015 gelang mit Platz 8 der Sprung in die Top-10, was gleichzeitig die Höchstposition in diesen Charts darstellt. Insgesamt verbrachte der Song acht Wochen in den Top-10 der Vereinigten Staaten. Für Guetta war dies der sechste und für Minaj der zehnte Top-10-Hit in den dortigen Charts. Für über zwei Millionen verkaufte Exemplare in den Vereinigten Staaten wurde Hey Mama von der Recording Industry Association of America mit drei Platin-Schallplatten ausgezeichnet. Im Vereinigten Königreich konnte sich der Song über 600.000 mal verkaufen und erhielt dafür eine Platin-Schallplatte. In den dortigen Charts debütierte Hey Mama am 2. Mai 2015 auf Platz 98. In der fünften Chartwoche erreichte der Song dort erstmals die Top-10. Platz 9, welcher am 27. Juni 2015 erreicht wurde, markiert die Höchstposition für diesen Song in den dortigen Charts. Insgesamt stehen fünf Top-10-Wochen und 21 Gesamtwochen zu Buche.
Auch in den deutschen Singlecharts erreichte Hey Mama die Top-10. Bereits am 5. Dezember 2014 stieg das Lied, bedingt durch Downloadverkäufe durch die Albumveröffentlichung von Hey Listen, erstmals auf Platz 28 ein. Nach drei weiteren Chartwochen fiel er vorerst wieder aus den Singlecharts raus. Es folgten weitere einzelne Chartwochen, bei denen sich der Song platzieren konnte. Nach der offiziellen Singleveröffentlichung erreichte Hey Mama erneut die Charts. Diesmal konnte der bis auf Platz 9 klettern und verblieb drei Wochen in den Top-10. Für Guetta war dies der 16. Top-10-Hit in Deutschland, Minaj erreichte das vierte Mal die Top-10 in Deutschland. Anfang Januar 2016 erreichte Hey Mama nochmals für zwei Wochen die deutschen Singlecharts. Für über 400.000 verkaufte Einheiten wurde das Lied vom Bundesverband Musikindustrie mit einer Platin-Schallplatte ausgezeichnet. Auch in den österreichischen Ö3 Austria Top 40 wurde mit Platz 5 die Top-10 erreicht. Hier erhielt Hey Mama eine goldene Schallplatte. In der Schweizer Hitparade wurde als höchste Platzierung Platz 10 erreicht. Eine Platin-Schallplatte erhielt der Song für über 30.000 verkaufte Exemplare in der Schweiz. Weitere Top-10-Platzierungen gelangen Hey Mama unter anderem in Australien (Platz 5), Belgien (Flandern und Wallonien: jeweils Platz 9), Finnland (Platz 6), Frankreich (Platz 6), Neuseeland (Platz 5), Schweden (Platz 6) und Spanien (Platz 9).
Bei den Billboard Music Awards 2016 erhielt Hey Mama eine Nominierung in der Kategorie Top Dance Song. Auch bei den IHeartRadio Music Awards 2016 war das Lied in der Kategorie Dance Song of the Year nominiert, konnte den Preis aber nicht gewinnen. Bei den MTV Europe Music Awards 2015 musste sich Hey Mama in der Kategorie Beste Zusammenarbeit dem Song Where Are Ü Now von Skrillex, Diplo und Justin Bieber geschlagen geben. Der Song war ebenfalls in der Kategorie Choice Music: Collaboration bei den Teen Choice Awards 2015 nominiert.

### Chartplatzierungen
| ChartsChartplatzierungen       | Höchstplatzierung | Wochen |
| ------------------------------ | ----------------- | ------ |
| Deutschland (GfK)              | 9 (42 Wo.)        | 42     |
| Frankreich (SNEP)              | 6 (53 Wo.)        | 53     |
| Österreich (Ö3)                | 5 (28 Wo.)        | 28     |
| Schweiz (IFPI)                 | 10 (30 Wo.)       | 30     |
| Vereinigte Staaten (Billboard) | 8 (24 Wo.)        | 24     |
| Vereinigtes Königreich (OCC)   | 9 (25 Wo.)        | 25     |

| ChartsJahrescharts (2015)      | Platzierung |
| ------------------------------ | ----------- |
| Deutschland (GfK)              | 34          |
| Frankreich (SNEP)              | 25          |
| Österreich (Ö3)                | 27          |
| Schweiz (IFPI)                 | 29          |
| Vereinigte Staaten (Billboard) | 31          |
| Vereinigtes Königreich (OCC)   | 54          |

### Auszeichnungen für Musikverkäufe
Hey Mama wurde weltweit mit 1× Gold und 27× Platin ausgezeichnet. Damit wurde die Single über 6,1 Millionen Mal verkauft.
| Land/Region                  | Auszeichnungen für Musikverkäufe (Land/Region, Auszeichnung, Verkäufe) | Verkäufe  |
| ---------------------------- | ---------------------------------------------------------------------- | --------- |
| Australien (ARIA)            | 2× Platin                                                              | 140.000   |
| Belgien (BRMA)               | 2× Platin                                                              | 60.000    |
| Dänemark (IFPI)              | Platin                                                                 | 60.000    |
| Deutschland (BVMI)           | Platin                                                                 | 400.000   |
| Frankreich (SNEP)            | —                                                                      | 49.900    |
| Italien (FIMI)               | 3× Platin                                                              | 150.000   |
| Kanada (MC)                  | 3× Platin                                                              | 240.000   |
| Neuseeland (RMNZ)            | 2× Platin                                                              | 60.000    |
| Niederlande (NVPI)           | Platin                                                                 | 30.000    |
| Norwegen (IFPI)              | 2× Platin                                                              | 120.000   |
| Österreich (IFPI)            | Gold                                                                   | 15.000    |
| Polen (ZPAV)                 | Platin                                                                 | 50.000    |
| Schweden (IFPI)              | 2× Platin                                                              | 80.000    |
| Schweiz (IFPI)               | Platin                                                                 | 30.000    |
| Spanien (Promusicae)         | Platin                                                                 | 40.000    |
| Vereinigte Staaten (RIAA)    | 4× Platin                                                              | 4.000.000 |
| Vereinigtes Königreich (BPI) | Platin                                                                 | 600.000   |
| Insgesamt                    | 1× Gold · 27× Platin ·                                                 | 6.124.900 |

Hauptartikel: David Guetta/Auszeichnungen für Musikverkäufe